# Фруктовий дурник
Дурник (англ. fool) — англійський десерт. Традиційно, фруктового дурника готують шляхом загортання пюре з тушкованих фруктів (класично, аґрусу) у солодкий заварний крем. В сучасних рецептах дурника замість традиційного заварного крему часто використовують збиті вершки. Додатково можуть додавати ароматизатор, як-от трояндову воду.

## Історія та етимологія
«Дурник» (англ. fool, тут — foole) вперше згадується у 1598 році як десерт зі «згущених вершків», хоча походження аґрусового дурника може сягати XV століття. Найдавніший рецепт фруктового дурника датується серединою XVII століття. Чому саме слово «дурник» використовується як назва цього фруктового десерту, чітко не відомо. Деякі автори виводять його з французького дієслова fouler, що означає «чавити» або «пресувати» (у контексті пресування винограду для вина), але цю версію відкидає Оксфордський словник англійської мови як безпідставну та несумісну із раннім застосуванням цього слова. Цю страву ще також називали трайфл, причому обидві назви були взаємозамінними.

## Варіації

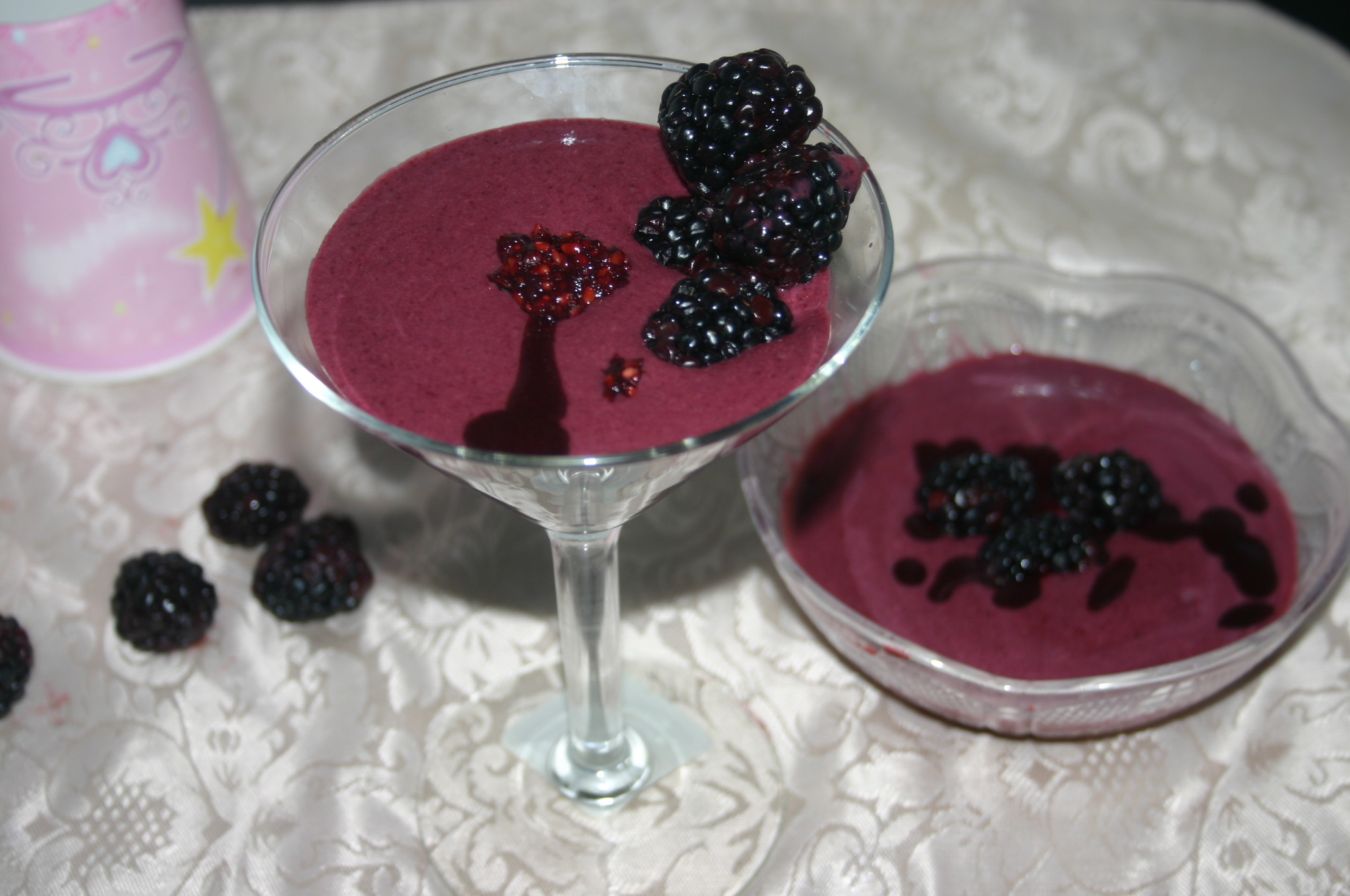
Ожиновий дурник

Початково, найпоширенішим фруктовим інгредієнтом дурника був аґрус, хоча в перших рецептах можна було побачити й інші фрукти та ягоди, наприклад, яблука, полуницю, ревінь та малину. Сучасні рецепти можуть містити будь-які легкодоступні сезонні фрукти. Рецепт аґрусового дурника якось було опубліковано в Інтернеті, і цей рецепт впродовж багатьох років є популярним. 
Норфольський дурник — це давня місцева варіація фруктового дурника, в якій фрукти більше видаються другорядним складником, який додають наприкінці приготування страви.